# Estación Palos Quemados
Palos Quemados fue una estación del ferrocarril ubicada en la comuna de Zapallar, en la región de Valparaíso de Chile. Fue parte del longitudinal norte, correspondiente al segmento entre la estación La Calera y estación La Ligua.

## Historia
La estación fue inaugurada junto con el resto de la línea entre La Calera y La Ligua en 1897.
La estación tenía como funciones ser servicio de transporte de la población de una pequeña localidad en la cuesta El Melón, así como ser sitio de intercambio para las máquinas que iban en ambas direcciones.
En 1923 se construyó un desvío de 80 m. para maniobras de carga.
La estación fue suprimida mediante decreto del 28 de julio de 1978. Actualmente la estación solo tiene en pie la obra gruesa de su estación y caballos de agua.